# Baker Street & Waterloo Railway
A Baker Street & Waterloo Railway foi uma linha de comboios que serviu parte de Inglaterra. Através destas linhas de railway, que serviu a capital Londrina, nasceu o Metro de Londres.